# Dụ ngôn Quan tòa bất chính

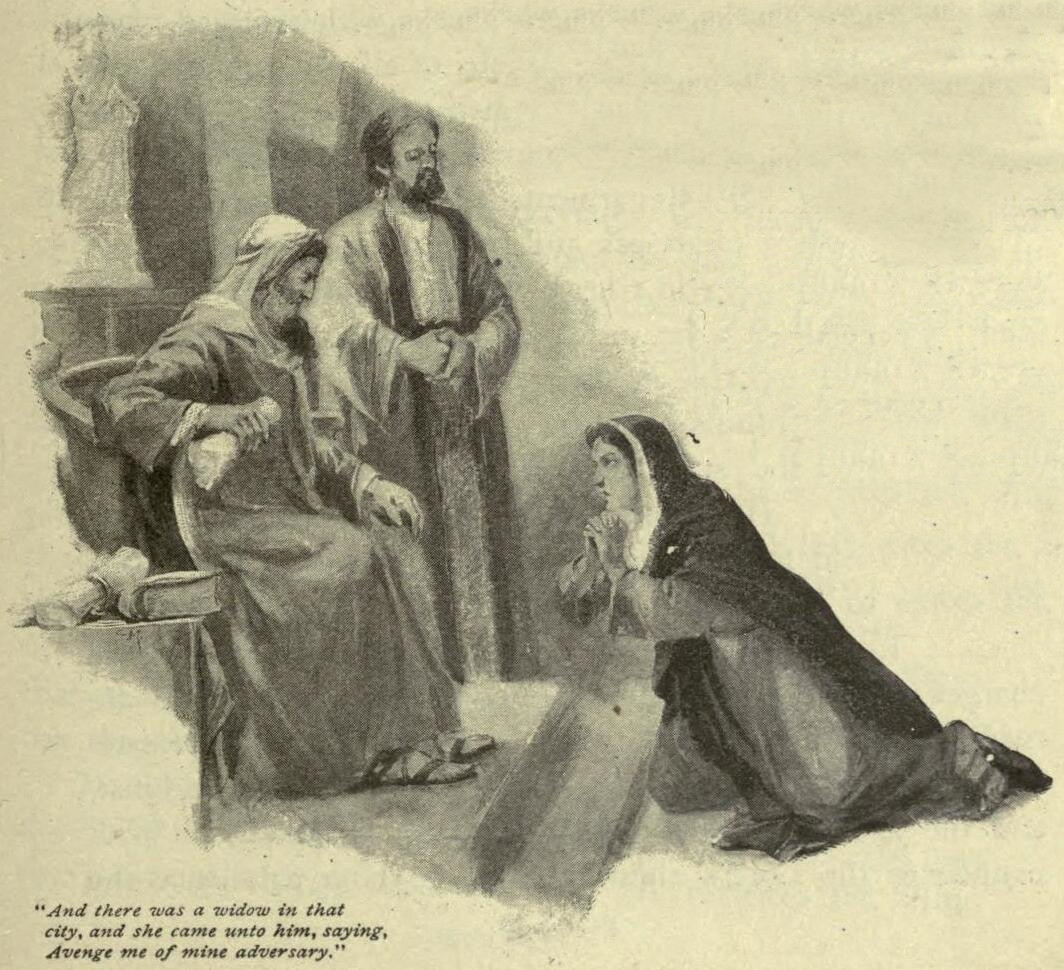
Đối phương hại tôi, xin ngài minh xét cho, tranh của nghệ sĩ ẩn danh vẽ theo hợp đồng với Nhà xuất bản Pacific Press (1900)

Dụ ngôn Quan tòa bất chính (còn được gọi là Dụ ngôn Quan tòa bất chính và bà góa quấy rầy), là một trong những dụ ngôn của Chúa Giê-su xuất hiện trong Phúc âm Lu-ca (18:1-8). Trong câu chuyện dụ ngôn, một vị quan tòa thiếu lòng nhân ái liên tục bị một góa phụ nghèo tìm đến muốn được phân xử công bằng. Ban đầu ông từ chối yêu cầu của góa phụ này, nhưng cuối cùng ông đáp ứng yêu cầu của bà để không bị quấy rầy bởi sự kiên trì của người góa phụ.
Một cách giải thích về dụ ngôn này là nó thể hiện tầm quan trọng của việc kiên trì, không bao giờ bỏ cuộc trong việc cầu nguyện. Dụ ngôn này được tìm thấy ngay trước dụ ngôn Người Pharisee và Người thu thuế (cũng là một dụ ngôn về việc cầu nguyện) và có nét tương đồng với Dụ ngôn Người bạn quấy rầy. Các học giả khác lưu ý rằng nội dung của dụ ngôn này không liên quan đến việc cầu nguyện và sự giới thiệu việc cầu nguyện như một chủ đề nhìn chung đã được truyền cảm hứng từ cách xây dựng của Lu-ca trong các câu 6–8 và được truyền cảm hứng bởi thực tế là Lu-ca đã có chủ ý khi đặt dụ ngôn Người Pharisee và người thu thuế sau dụ ngôn này. Dù là theo cách tiếp cận nào, điều đáng chú ý là vị quan tòa trong dụ ngôn này không hành động dựa trên công lý.

## Nội dung

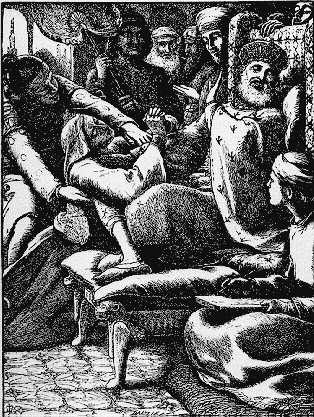
Dụ ngôn Quan tòa bất chính, một tác phẩm của John Everett Millais (1863)

Lu-ca tường thuật dụ ngôn này như sau:
Đức Giê-su kể cho các môn đệ dụ ngôn sau đây, để dạy các ông phải cầu nguyện luôn, không được nản chí. Người nói: “Trong thành kia, có một ông quan toà. Ông ta chẳng kính sợ Thiên Chúa, mà cũng chẳng coi ai ra gì. Trong thành đó, cũng có một bà goá. Bà này đã nhiều lần đến thưa với ông: ‘Đối phương tôi hại tôi, xin ngài minh xét cho.’ Một thời gian khá lâu, ông không chịu. Nhưng cuối cùng, ông ta nghĩ bụng: ‘Dầu rằng ta chẳng kính sợ Thiên Chúa, mà cũng chẳng coi ai ra gì, nhưng mụ goá này quấy rầy mãi, thì ta xét xử cho rồi, kẻo mụ ấy cứ đến hoài, làm ta nhức đầu nhức óc.’”
Rồi Chúa nói: “Anh em nghe quan toà bất chính ấy nói đó! Vậy chẳng lẽ Thiên Chúa lại không minh xét cho những kẻ Người đã tuyển chọn, ngày đêm hằng kêu cứu với Người sao? Lẽ nào Người bắt họ chờ đợi mãi? Thầy nói cho anh em biết, Người sẽ mau chóng minh xét cho họ. Nhưng khi Con Người ngự đến, liệu Người còn thấy lòng tin trên mặt đất nữa chăng?

## Giải nghĩa
Bối cảnh do tác giả (Lu-ca) đưa ra về dụ ngôn này cho thấy sự cần thiết phải luôn cầu nguyện như bà góa kiên trì đó, vì ngay cả một vị quan tòa bất chính cuối cùng cũng chịu nghe thỉnh cầu của bà, thì Thiên Chúa sẽ làm như vậy nhanh hơn nhiều. Dụ ngôn Người bạn quấy rầy cũng có ý nghĩa tương tự.
Joel B. Green thấy được qua dụ ngôn này một mệnh lệnh là đừng nản lòng, trong bối cảnh những gì Lu-ca nói về sự cánh chung (17:20–37), và cũng là tiếng vọng của sách Huấn Ca 35: "Vì ngài là Thiên Chúa của công lý, người không hề thiên vị.... Lời cầu nguyện của kẻ hèn mọn xuyên qua những đám mây; nó không nghỉ ngơi cho đến khi đạt được mục tiêu, cũng như sẽ không rút lui cho đến khi Đấng Tối Cao đáp lời, phân xử công minh và khẳng định quyền lợi."
William Barclay cho rằng điểm mấu chốt của dụ ngôn này không phải là về việc kiên trì cầu nguyện, mà là sự tương phản giữa Thiên Chúa và loài người. Khi cầu nguyện, người ta đang nói với Chúa Cha là Đấng sẵn sàng ban cho. Hơn nữa, trong lời bình luận cuối cùng của Giê-su, một câu hỏi tu từ được nêu ra là liệu niềm tin của nhân loại vào sự cứu rỗi đã hứa của Thiên Chúa hiện diện trong Đấng Messiah có lâu bền hay không (Lu-ca 18:8). Khi đưa ra lời bình luận này, sự vô tín phản ánh hành vi của vị quan tòa bất chính và nghịch cảnh mà những người yếu thế trong xã hội, chẳng hạn như người góa phụ kiên trì, phải đối mặt.
Donald Parry và Jay A. Parry nêu lên quan điểm rằng “dụ ngôn này áp dụng cho mỗi chúng ta, là những người có kẻ thù gây hại cho đời sống tâm linh của mình, cho dù kẻ thù là những người phàm khác, những kẻ xấu, hoặc những tội lỗi cụ thể đang tiếp tục hành hại chúng ta. Chúng ta, cũng như người góa phụ kiên trì, phải luôn cầu nguyện để được giúp đỡ chống lại những kẻ thù nghịch này. Khi chúng ta làm vậy, Cha Thiên Thượng sẽ nghe lời cầu nguyện của chúng ta và mang đến cho chúng ta sự giải cứu." (Parry, Parry, Tìm hiểu các dụ ngôn của Giê-su Ki-tô, 2006) Như Đức Ki-tô đã gợi ý trong câu chuyện ngụ ngôn này, sự giải cứu đang được tìm kiếm có thể không được đưa ra cho đến sau khi "Con người giáng thế." (Lu-ca 18:8) Đức Ki-tô sẽ báo thù cho những người được chọn của ngài, những người đã giữ đức tin cho đến khi ngài trở lại (Lu-ca 18:7–8).